# أوراق نقدية من دولار هونغ كونغ
تُدار أوراق النقد الدولارية الهونغ كونغية في منطقة هونغ كونغ الإدارية الخاصة من قِبل هيئة النقد الهونغ كونغية (HKMA)، مجلس العملة الحكومي، والبنك المركزي في هونغ كونغ. بموجب ترخيص من هيئة النقد الهونغ كونغية، تصدر ثلاثة بنوك تجارية أوراقها النقدية الخاصة للتداول العام في المنطقة. كما تُصدر هيئة النقد الهونغ كونغية الأوراق النقدية نفسِها.
يُدار إصدار الأوراق النقدية في معظم دول العالم حصريًا من قِبل بنك مركزي واحد أو حكومة واحدة. تُعتبر الترتيبات في هونغ كونغ غير عادية، لكنها ليست فريدة من نوعها، إذ يُستخدم نظام مُماثل في المملكة المتحدة، حيث تصدر ستة بنوك تجارية، بخلاف بنك إنجلترا (البنك المركزي للمملكة المتحدة)، الأوراق النقدية (ثلاثة في اسكتلندا وثلاثة في أيرلندا الشمالية)، وفي ماكاو، حيث يصدر بنكان الأوراق النقدية.
تصدر أوراق الدولار الهونغ كونغي المتداولة يوميًا بفئات 10 دولارات، 20 دولارًا، 50 دولارًا، 100 دولار، 500 دولار، و1000 دولار. مع رفض معظم الشركات في هونغ كونغ لأوراق الـ 1000 دولار شائع بسبب خطر تزويرها.
يمكن العثور على القيمة الإجمالية للأوراق النقدية المتداولة في هونغ كونغ في النشرة الإحصائية الشهرية لهيئة النقد في هونغ كونغ والتقرير السنوي لهيئة النقد في هونغ كونغ.

## تاريخ

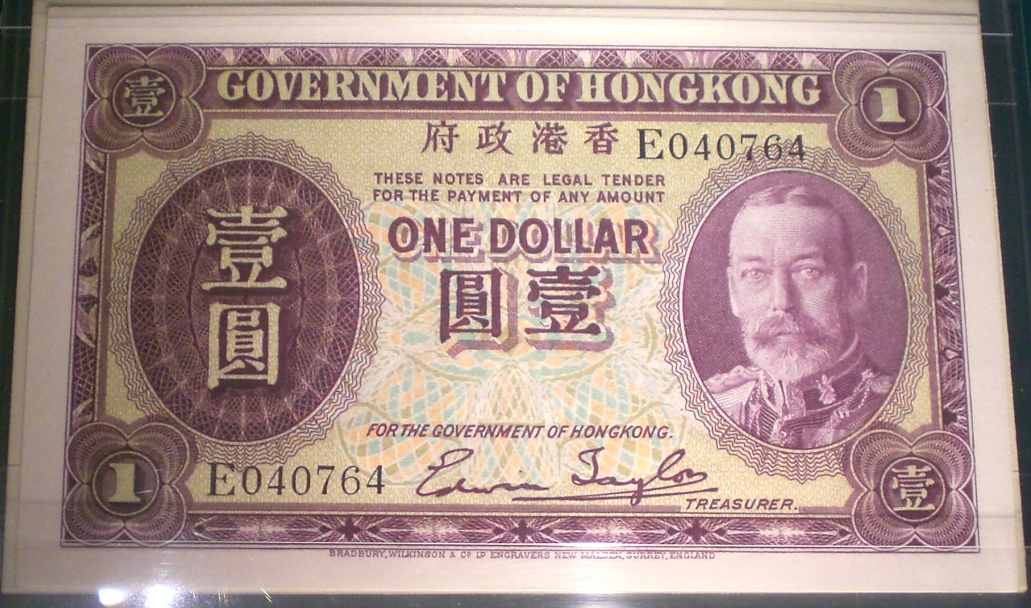
ورقة نقدية بقيمة دولار واحد لحكومة هونج كونج من عام 1935

### الأصول حتى عام 1900
بدأت في بداية 1860 مؤسسة بنك أورينتال (المُعطّلة الآن)، بنك تشارترد في الهند، أستراليا، والصين (المعروف الآن باسم ستاندرد تشارترد هونغ كونغ)، ومؤسسة هونغ كونغ وشنغهاي المصرفية (HSBC) بإصدار أوراق نقدية. شملت الفئات التي صدرت في 1860_ 1870 فئات 1، 5، 10، 25، 50، 100، و500 دولار. لم تَقبل الخزانة هذه الأوراق النقدية لدفع الرسوم والضرائب الحكومية، على الرغم من قبولها للاستخدام من قِبل التجار. لم تستمر أوراق الـ 25 دولارًا بعد نهاية القرن 19، صدرت أوراق 1 دولار (التي أصدرها بنك HSBC فقط) حتى عام 1935.

### القرن العشرين
بموجب مرسوم العملة لعام 1935، أُعلنت الأوراق النقدية من فئة 5 دولارات فأكثر الصادرة عن البنوك المحلية الثلاثة المرخصة (بنك ميركانتيل الهندي، لندن والصين، بنك تشارترد الهندي، أستراليا والصين ، مؤسسة هونغ كونغ، وشنغهاي المصرفية) جميعها عملة قانونية. تولت الحكومة إنتاج الأوراق النقدية من فئة 1 دولار. في عام 1941، قَدّمت الحكومة أوراقًا نقدية من فئة 1، 5، و10 سنتات بسبب صعوبة نقل العملات المعدنية إلى هونغ كونغ بسبب الحرب العالمية الثانية (غرقت شحنة من عملات 1 سنت عام 1941، مما جعل هذه العملة غير المصدرة نادرة للغاية). قبل الاحتلال الياباني مباشرة، صدر إصدار طارئ من أوراق نقدية من فئة 1 دولار تتكون من أوراق نقدية من بنك الصين بقيمة 5 يوان مطبوعة عليها.
استؤنف إنتاج النقود الورقية في عام 1945 دون تغيير يُذكر عما كان عليه قبل الحرب، أصدرت الحكومة أوراقاً نقدية من فئة 1، 5، و10 سنتات و1 دولار، أصدرت البنوك الثلاثة أوراقاً نقدية من فئة 5، 10، 50، 100، و500 دولار. استُبدلت الأوراق النقدية في عام 1960 من فئة 1 دولار بالعملات المعدنية، ولم تصدر الحكومة سوى ورقة نقدية من فئة 1 سنت بعد عام 1965.
استبدلت في عام 1975 أوراق 5 دولارات بعملة معدنية، بينما طُرحت أوراق 1,000 دولار عام 1977. استحوذ بنك HSBC في عام 1978 على بنك ميركانتيل، وتوقف عن إصدار الأوراق النقدية. طُرحت أوراق 20 دولارًا في عم 1985، طُرحت عملة العشرة دولارات في عام 1993، وتوقفت البنوك عن إصدارها. مَنحت هيئة النقد في هونغ كونغ (HKMA) في عم 1994 بنك الصين صلاحية إصدار الأوراق النقدية.
الغيت العملة الورقية بقيمة 1 سنت التي أصدرتها الحكومة ولم تعد عملة قانونية في الأول من أكتوبر 1995.

### القرن الحادي والعشرين
جرت محاولة بين عامي 1994 و2002، لاستبدال الأوراق النقدية من فئة 10 دولارات هونغ كونغ، التي تصدرها جهات خاصة، بعملات معدنية تصدرها الحكومة. استجابة للطلب العام على استمرار هذه الورقة، أصدرت سلطة النقد في هونغ كونغ (HKMA) أوراقًا نقدية خاصة بها من الفئة نفسها. تُعد ورقة 10 دولارات هونغ كونغ الفئة الوحيدة التي تصدرها سلطة النقد مباشرة، بعد استحواذها على مطبعة الأوراق النقدية في "تاي بو" من مجموعة De La Rue البريطانية نيابةً عن الحكومة. طُبعت هذه الأوراق على الورق في عام 2002، وأصبحت تُطبع على مادة البوليمر البلاستيكية منذ عام 2007.
لا تزال الأوراق النقدية القديمة (الخضراء) فئة 10 دولارات التي أصدرها بنكان تجاريان متداولة وتظل عملة قانونية، على الرغم أنها أصبحت خارج التداول منذ سبتمبر 2005. تَحظى هذه الأوراق بشعبية كبيرة في الأسواق الصينية، وهي نادرة بشكل ملحوظ في الفترة التي تسبق رأس السنة الصينية.
أدى تأسيس بنك ستاندرد تشارترد هونغ كونغ في 1 يوليو 2004 إلى تعديل المجلس التشريعي لهونغ كونغ لقانون إصدار سندات الدين. أدى هذا التعديل إلى استبدال بنك ستاندرد تشارترد بشركته التابعة المُؤسسة حديثًا- بنك ستاندرد تشارترد (هونغ كونغ) المحدود- كأحد البنوك المُصدرة للسندات في هونغ كونغ.

## البنوك المصدرة للأوراق النقدية
Banknotes circulated by the three different note issuers, 2020

النسبة حسب قيمة الأوراق النقدية الصادرة في عام 2003

الحكومة، من خلال هيئة النقد في هونغ كونغ، تَسمح لثلاثة بنوك تجارية بإصدار أوراق نقدية في هونغ كونغ:
- مؤسسة هونغ كونغ وشنغهاي المصرفية المحدودة؛
- ستاندرد تشارترد هونج كونج؛ و
- بنك الصين (هونج كونج) المحدود.

يرفق بالتفويض مجموعة من الشروط والأحكام المتفق عليها بين الحكومة والبنوك الثلاثة المُصدرة للسندات. في مقابل حقها في إصدار السندات وتوفير الضمانات لها، تُلزم البنوك الثلاثة قانونًا بحمل شهادات مديونية (CI) بدون فوائد صادرة عن صندوق الصرف.
تُصدر الأوراق النقدية من قِبل البنوك الثلاثة، أو استردادها، مقابل الدفع إلى أو من صندوق الصرف الحكومي بالدولار الأمريكي، بسعر محدد يبلغ 1 دولار أمريكي إلى 7.80 دولار هونغ كونغ بموجب نظام سعر الصرف المرتبط.
تُطبع الأوراق النقدية الصادرة عن البنوك التجارية الثلاثة في هونغ كونغ بواسطة شركة هونغ كونغ لطباعة الأوراق النقدية المحدودة.

## طباعة الملاحظات
استحوذت هيئة النقد في هونغ كونغ في أبريل 1996 على مصنع طباعة الأوراق النقدية في تاي بو من مجموعة دي لا رو في المملكة المتحدة نيابة عن الحكومة. يعمل المصنع تحت اسم شركة هونغ كونغ لطباعة الأوراق النقدية المحدودة (HKNPL) منذ ذلك الحين. يُتيح الاستحواذ على المصنع للحكومة، من خلال هيئة النقد في هونغ كونغ، المشاركة بشكل مُباشر في إنتاج أوراق العملة في هونغ كونغ، ما يتماشى مع المسؤوليات الموكلة إلى الحكومة بموجب مرسوم إصدار أوراق النقد القانونية والقانون الأساسي. باعت الحكومة في مارس 1997. 15 في المائة من حصتها في HKNPL إلى شركة طباعة وسك الأوراق النقدية الصينية، وهي شركة مملوكة للدولة في جمهورية الصين الشعبية. في أكتوبر 1997، باعت الحكومة 10 في المائة من الأسهم المصدرة في HKNPL إلى كل من البنوك الثلاثة المصدرة للأوراق النقدية. تُواصل الحكومة ممارسة الرقابة الإدارية وتحتفظ بحصة الأغلبية في HKNPL، مع الرئيس التنفيذي لهيئة النقد في هونغ كونغ كرئيس للشركة.
حصل البنك في عام 2007، على تكنولوجيا الأوراق النقدية البوليمرية لطباعة الأوراق النقدية بقيمة 10 دولارات هونغ كونغ.

## الأوراق النقدية المتداولة حاليًا
تَصدر هيئة النقد في هونغ كونغ ورقة نقدية بقيمة 10 دولارات، بينما تصدر البنوك الثلاثة الأخرى فئات من 20 (أزرق)، 50 (أخضر)، 100 (أحمر)، 500 (بني)، و1000 (ذهبي) دولار.

### سلسلة 2003
| صورة                                        | قيمة                                    | معلم للتصميم                                                               | جهاز التعريف                            |                                         |
| سلسلة مؤسسات هونغ كونغ وشنغهاي المصرفية     | سلسلة مؤسسات هونغ كونغ وشنغهاي المصرفية | سلسلة مؤسسات هونغ كونغ وشنغهاي المصرفية                                    | سلسلة مؤسسات هونغ كونغ وشنغهاي المصرفية | سلسلة مؤسسات هونغ كونغ وشنغهاي المصرفية |
| ------------------------------------------- | --------------------------------------- | -------------------------------------------------------------------------- | --------------------------------------- | --------------------------------------- |
|                                             | 20 دولارًا                               | قمة فيكتوريا ؛ ترام القمة                                                  | أسد HSBC                                |                                         |
|                                             | 50 دولارًا                               | دير بو لين                                                                 | أسد HSBC                                |                                         |
|                                             | 100 دولار                               | رابط لانتاو : جسر تسينغ ما                                                 | أسد HSBC                                |                                         |
|                                             | 500 دولار                               | مطار هونغ كونغ الدولي                                                      | أسد HSBC                                |                                         |
|                                             | 1000 دولار                              | مركز هونغ كونغ للمؤتمرات والمعارض (الجناح الجديد)؛ ميناء فيكتوريا          | أسد HSBC                                |                                         |
| سلسلة بنك الصين (هونغ كونغ)                 |                                         |                                                                            |                                         |                                         |
|                                             | 20 دولارًا                               | برج بيك                                                                    | برج بنك الصين                           |                                         |
|                                             | 50 دولارًا                               | واجهة تسيم شا تسوي البحرية: المركز الثقافي ومتحف الفضاء في هونغ كونغ       | برج بنك الصين                           |                                         |
|                                             | 100 دولار                               | رابط لانتاو: جسر تسينغ ما                                                  | برج بنك الصين                           |                                         |
|                                             | 500 دولار                               | مطار هونغ كونغ الدولي                                                      | برج بنك الصين                           |                                         |
|                                             | 1000 دولار                              | واجهة وان تشاي المائية: مركز هونغ كونغ للمؤتمرات والمعارض والساحة المركزية | برج بنك الصين                           |                                         |
| سلسلة ستاندرد تشارترد هونج كونج             |                                         |                                                                            |                                         |                                         |
|                                             | 20 دولارًا                               | صورة لهونغ كونغ في خمسينيات القرن التاسع عشر                               | تشيوين                                  |                                         |
|                                             | 50 دولارًا                               | صورة لهونغ كونغ في تسعينيات القرن التاسع عشر                               | بيكسي                                   |                                         |
|                                             | 100 دولار                               | صورة لهونغ كونغ في ثلاثينيات القرن العشرين                                 | تشيلين                                  |                                         |
|                                             | 500 دولار                               | صورة لهونغ كونغ في سبعينيات القرن العشرين                                  | فنغ هوانغ                               |                                         |
|                                             | 1000 دولار                              | صورة هونغ كونغ في العقد الأول من القرن الحادي والعشرين                     | التنين الصيني                           |                                         |
| سلسلة حكومة منطقة هونغ كونغ الإدارية الخاصة |                                         |                                                                            |                                         |                                         |
|                                             | 10 دولارات (ورقية)                      | التصميم الهندسي                                                            | حصان                                    |                                         |
|                                             | 10 دولارات (بوليمر)                     | التصميم الهندسي                                                            | حصان                                    |                                         |

### سلسلة 2010
| صورة                                    | قيمة                                    | سمة                                                        | تميمة للتصميم                           |                                         |
| سلسلة مؤسسات هونغ كونغ وشنغهاي المصرفية | سلسلة مؤسسات هونغ كونغ وشنغهاي المصرفية | سلسلة مؤسسات هونغ كونغ وشنغهاي المصرفية                    | سلسلة مؤسسات هونغ كونغ وشنغهاي المصرفية | سلسلة مؤسسات هونغ كونغ وشنغهاي المصرفية |
| --------------------------------------- | --------------------------------------- | ---------------------------------------------------------- | --------------------------------------- | --------------------------------------- |
|                                         | 20 دولارًا                               | مهرجان منتصف الخريف                                        | أسد HSBC ومبنى HSBC                     |                                         |
|                                         | 50 دولارًا                               | مهرجان الفوانيس الربيعية                                   | أسد HSBC ومبنى HSBC                     |                                         |
|                                         | 100 دولار                               | يوم تأسيس منطقة هونغ كونغ الإدارية الخاصة                  | أسد HSBC ومبنى HSBC                     |                                         |
|                                         | 500 دولار                               | رأس السنة القمرية                                          | أسد HSBC ومبنى HSBC                     |                                         |
|                                         | 1000 دولار                              | مهرجان قوارب التنين                                        | أسد HSBC ومبنى HSBC                     |                                         |
| سلسلة بنك الصين (هونغ كونغ)             |                                         |                                                            |                                         |                                         |
|                                         | 20 دولارًا                               | خليج ريبالس                                                | برج بنك الصين                           |                                         |
|                                         | 50 دولارًا                               | تونغ بينغ تشاو                                             | برج بنك الصين                           |                                         |
|                                         | 100 دولار                               | صخرة الأسد                                                 | برج بنك الصين                           |                                         |
|                                         | 500 دولار                               | خزان هاي آيلاند                                            | برج بنك الصين                           |                                         |
|                                         | 1000 دولار                              | ميناء فيكتوريا                                             | برج بنك الصين                           |                                         |
| سلسلة ستاندرد تشارترد هونج كونج         |                                         |                                                            |                                         |                                         |
|                                         | 20 دولارًا                               | التراث والتكنولوجيا: العداد والرمز الثنائي                 | تشيوين                                  |                                         |
|                                         | 50 دولارًا                               | التراث والتكنولوجيا: قفل وخزنة تركيبة صينية                | بيكسي                                   |                                         |
|                                         | 100 دولار                               | التراث والتكنولوجيا: ختم النص المغنّى والدائرة المطبوعة     | تشيلين                                  |                                         |
|                                         | 500 دولار                               | التراث والتكنولوجيا: مخطط الوجه التقليدي والبيانات الحيوية | فنغ هوانغ                               |                                         |
|                                         | 1000 دولار                              | التراث والتكنولوجيا: عملة سلالة تانغ وشريحة ذكية           | التنين الصيني                           |                                         |

### سلسلة 2018
| صورة                                                    | قيمة                                                    | سمة                                                                       | جهاز التعريف                                            |                                                         |
| سلسلة مؤسسة هونغ كونغ وشنغهاي المصرفية - تصميم دي لا رو | سلسلة مؤسسة هونغ كونغ وشنغهاي المصرفية - تصميم دي لا رو | سلسلة مؤسسة هونغ كونغ وشنغهاي المصرفية - تصميم دي لا رو                   | سلسلة مؤسسة هونغ كونغ وشنغهاي المصرفية - تصميم دي لا رو | سلسلة مؤسسة هونغ كونغ وشنغهاي المصرفية - تصميم دي لا رو |
| ------------------------------------------------------- | ------------------------------------------------------- | ------------------------------------------------------------------------- | ------------------------------------------------------- | ------------------------------------------------------- |
|                                                         | 20 دولارًا                                               | ثقافة الشاي                                                               | أسد HSBC ومبنى HSBC                                     |                                                         |
|                                                         | 50 دولارًا                                               | الفراشة والزهور                                                           | أسد HSBC ومبنى HSBC                                     |                                                         |
|                                                         | 100 دولار                                               | أوبرا كانتونية                                                            | أسد HSBC ومبنى HSBC                                     |                                                         |
|                                                         | 500 دولار                                               | أعمدة صخرية سداسية (حديقة هونغ كونغ الجيولوجية العالمية التابعة لليونسكو) | أسد HSBC ومبنى HSBC                                     |                                                         |
|                                                         | 1000 دولار                                              | منظر جوي لهونغ كونغ (المدينة المالية)                                     | أسد HSBC ومبنى HSBC                                     |                                                         |
| سلسلة ستاندرد تشارترد هونج كونج - تصميم جيسكي + ديفرينت |                                                         |                                                                           |                                                         |                                                         |
|                                                         | 20 دولارًا                                               | ثقافة الشاي                                                               | مبنى بنك ستاندرد تشارترد                                |                                                         |
|                                                         | 50 دولارًا                                               | الفراشة والزهور                                                           | مبنى بنك ستاندرد تشارترد                                |                                                         |
|                                                         | 100 دولار                                               | أوبرا كانتونية                                                            | مبنى بنك ستاندرد تشارترد                                |                                                         |
|                                                         | 500 دولار                                               | أعمدة صخرية سداسية (حديقة هونغ كونغ الجيولوجية العالمية التابعة لليونسكو) | مبنى بنك ستاندرد تشارترد                                |                                                         |
|                                                         | 1000 دولار                                              | أفق هونغ كونغ، مؤلف من 0 و1                                               | مبنى بنك ستاندرد تشارترد                                |                                                         |
| سلسلة بنك الصين (هونغ كونغ)                             |                                                         |                                                                           |                                                         |                                                         |
|                                                         | 20 دولارًا                                               | ثقافة الشاي                                                               | برج بنك الصين                                           |                                                         |
|                                                         | 50 دولارًا                                               | الفراشة والزهور                                                           | برج بنك الصين                                           |                                                         |
|                                                         | 100 دولار                                               | أوبرا كانتونية                                                            | برج بنك الصين                                           |                                                         |
|                                                         | 500 دولار                                               | أعمدة صخرية سداسية (حديقة هونغ كونغ الجيولوجية العالمية التابعة لليونسكو) | برج بنك الصين                                           |                                                         |
|                                                         | 1000 دولار                                              | الرأس في الملف الشخصي، الدماغ الرقمي، الكرة الأرضية                       | برج بنك الصين                                           |                                                         |

## أوراق نقدية تذكارية من دولار هونغ كونغ
أصدر بنك ستاندرد تشارترد في سبتمبر 2009، أول ورقة نقدية في العالم من فئة 150 دولارًا، بمناسبة الذكرى السنوية الـ 150 لتأسيسه. بيعت منها حوالي 750,000 ورقة نقدية بأعلى من قيمتها الاسمية، بتشكيلات وأشكال متنوعة، كإصدار خيري تذكاري. رغم أن هذه الأوراق النقدية قانونية، من غير المرجح أن تدخل التداول نظرًا لندرتها وتوقع ارتفاع قيمتها عند إعادة بيعها.
أصدر بنك الصين في هونغ كونغ عام 2012 ورقة نقدية جديدة من فئة 100 دولار أمريكي احتفالًا بالذكرى المئوية لتأسيسه. رغم أن هذه الأوراق النقدية قانونية، إلا أنها غير مُخصصة للتداول. بِيعت 1,100,000 ورقة نقدية كعملات معدنية معبأة في مجلد مقابل 150 دولارًا هونغ كونغيًا. وبيعت 100,000 ورقة إضافية كمجموعات من ثلاث أوراق نقدية غير مقطوعة في مجلد مقابل 600 دولار هونغ كونغي. وأخيرًا، بِيعت 20 ألف ورقة نقدية غير مقطوعة، كل منها تحتوي على 30 ورقة نقدية، مقابل 6000 دولار هونغ كونغي. تبرع بأرباح بيع الأوراق النقدية لمنظمات خيرية في هونغ كونغ.
أصدرت مؤسسة هونغ كونغ وشنغهاي المصرفية عام 2015 ورقة نقدية خاصة بها من فئة 150دولارًا احتفالًا بالذكرى 150 لتأسيسها. جاءت الورقة النقدية في ورقة واحدة مُقدمة في مجلد، وورقة غير مقطوعة 3 في 1 مُقدمة في مجلد، وورقة غير مقطوعة 35 في 1 مُقدمة في مجلد.
| أوراق نقدية تذكارية من دولار هونج كونج | أوراق نقدية تذكارية من دولار هونج كونج | أوراق نقدية تذكارية من دولار هونج كونج | أوراق نقدية تذكارية من دولار هونج كونج                                                                                        | أوراق نقدية تذكارية من دولار هونج كونج                         |
| سنة                                    | قيمة                                   | صورة                                   | التصميم الأمامي | التصميم الخلفي                                                 |
| -------------------------------------- | -------------------------------------- | -------------------------------------- | --- | -------------------------------------------------------------- |
| 2008                                   | 20 دولارًا                              |                                        | شعار دورة الألعاب الأولمبية الصيفية 2008 في بكين؛ برج بنك الصين (هونغ كونغ)                                                   | الملعب الوطني، بكين                                            |
| 2009                                   | 150 دولارًا                             |                                        | الذكرى السنوية الـ 150 لتأسيس ستاندرد تشارترد هونج كونج                                                                       | مجموعة من الأشخاص يمثلون تاريخ هونغ كونغ                       |
| 2012                                   | 100 دولار                              |                                        | الذكرى المئوية لتأسيس بنك الصين ؛ المقر الرئيسي في بكين؛ سور الصين العظيم                                                     | برج بنك الصين (هونغ كونغ)                                      |
| 2015                                   | 150 دولارًا                             |                                        | الذكرى السنوية الـ 150 لتأسيس مؤسسة هونغ كونغ وشنغهاي المصرفية ؛ المقر القديم والحالي لبنك HSBC؛ "مراحل النمو" و"وجوه النمو". | أسود HSBC؛ أفق هونج كونج؛ "انعكاسات النمو" و"الأمان في النمو". |
| 2017                                   | 100 دولار                              |                                        | الذكرى المئوية لتأسيس بنك الصين (هونج كونج) في هونج كونج؛ سور الصين العظيم                                                    | منظر لميناء فيكتوريا من قمة فيكتوريا                           |
| 2022                                   | 20 دولارًا                              |                                        | شعار دورة الألعاب الأولمبية الشتوية بكين 2022؛ برج بنك الصين (هونغ كونغ)                                                      | دورة الألعاب الأولمبية الشتوية 2022                            |

## الفئات والجهات المصدرة التاريخية
الجهات المصدرة السابقة للأوراق النقدية هي: بنك ميركانتايل الهندي، لندن والصين (1853-1974)، بنك تشارترد الهندي، أستراليا والصين (1911-1956)، البنك الوطني الصيني (1891-1911)، بنك تشارترد (1956-1982)، مؤسسة بنك أورينتال (1845-1884)، بنك أغرا وماسترمان (1862-1866)، مؤسسة آسياتيك المصرفية (1862-1866)، وبنك هندوستان، الصين واليابان (1862-1866). أصدرت جميعها بعض الفئات المذكورة أعلاه أو جميعها.
تشمل الأوراق النقدية التي لم تعد تصدر من فئة 1، 5، و10 سنتات، إلى جانب الأوراق النقدية من فئة 1، 5، و25 دولارًا.

## ميزات الأمان
دمجت ميزات الأمان التالية في الأوراق النقدية الأصلية في هونغ كونغ:
- الورق: ورق الأوراق النقدية مصنوع من ألياف قطنية بنسبة 100%، التي لا تتألق تحت ضوء الأشعة فوق البنفسجية.
- البوليمر: الأوراق النقدية من فئة العشرة دولارات مصنوعة من البوليمر، ولها لوحة شفافة.
- العلامات المائية: تُدمج العلامات المائية أثناء تصنيع الورق. ويمكن رؤيتها بوضوح تام من جانبي الورقة النقدية. تتميز الصور بألوان متعددة ووضوحها، ولا تظهر عند وضعها تحت الأشعة فوق البنفسجية.
- خيط الأمان: خيط معدني مستقيم مُدمج في الورقة النقدية، ويمكن رؤيته بوضوح تام من كلا جانبي الورقة.
- ميزات الرؤية من خلال الضوء: عند رفع الورقة النقدية إلى الضوء، ستظهر أنماط الألوان المصممة خصيصًا والمطبوعة على الوجه الأمامي والخلفي متوافقة تمامًا مع بعضها البعض.
- طباعة النقش الغائر: تُطبع الصور الرئيسية للأوراق النقدية بتقنية النقش الغائر، حيث تُرسب كمية كبيرة من الحبر على الورق، مما يُضفي عليها طابعًا بارزًا مميزًا. تتميز هذه الصور بخطوطها الدقيقة الواضحة والحادة.

بموجب المادة 103 من قانون الجرائم (الفصل 200 من قوانين هونغ كونغ)، على أي شخص يرغب في استنساخ أي ورقة نقدية هونغ كونغية، كليًا أو جزئيًا، لأي غرض وبأي شكل من الأشكال، أن يتقدم بطلب كتابي إلى سُلطة النقد للحصول على الموافقة. يُحظر تقديم أي صور مُعاد استنساخها مع الطلب، لأن مثل هذا الإجراء يُعد مخالفة للمادة 103 من قانون الجرائم. يُعد تصنيع، تمرير، عرض، أو حيازة ورقة نقدية مزورة عن علم جريمة جنائية بموجب قانون الجرائم. يُعاقب المخالفون بالسجن لمدة تصل إلى 14 عامًا.
مُقتبس من الموقع الرسمي لهيئة النقد في هونغ كونغ. مُصرّح به.

## روابط خارجية
- Heiko Otto (ed.). "Historical banknotes of the Hong Kong dollar" (بالإنجليزية والألمانية). Archived from the original on 2025-04-29. Retrieved 2017-03-01.

قالب:HK currency and coinage